# Yutaka Michiwaki
Yutaka Michiwaki (Kumamoto, 5 april 2006) is een Japans voetballer die door Roasso Kumamoto wordt uitgeleend aan SK Beveren.

## Clubcarrière
Michiwaki ondertekende in december 2022 op zestienjarige leeftijd een profcontract bij Roasso Kumamoto. Op 19 februari 2023 maakte hij z'n officiële debuut in het eerste elftal van de club: op de openingsspeeldag van de J2 League viel hij in de slotfase van de wedstrijd tussen Tochigi SC en Roasso Kumamoto (1-1-gelijkspel) in. Michiwaki speelde in zijn debuutseizoen achttien competitiewedstrijden, waarvan zestien als invaller. Op 12 juli 2023 opende Michiwaki z'n doelpuntenrekening voor Roasso Kumamoto in de bekerwedstrijd tegen Sagan Tosu, waarin hij tweemaal scoorde. Roasso Kumamoto won deze wedstrijd na verlengingen met 3-4. Op 14 april 2024 opende hij ook z'n doelpuntenrekening in de J2 League: in de competitiewedstrijd tegen Ventforet Kofu legde hij als invaller de 3-3-eindscore vast.
In juli 2024 trok Michiwaki voor een jaar op huurbasis naar de Belgische tweedeklasser SK Beveren, met optie op een extra jaar. Na drie invalbeurten opende Michiwaki op de vierde competitiespeeldag bij zijn eerste basisplaats zijn doelpuntenrekening voor Beveren. Met zijn vroege openingsgoal droeg Michiwaki bij aan de 3-2-zege van Beveren tegen Jong Genk. In mei 2025 kondigde de club aan dat Michiwaki een jaar langer in het Freethielstadion bleef voetballen. Beveren bedong bovendien een aankoopoptie in het huurcontract van de Japanner, die in zijn debuutseizoen goed was voor drie goals in de Challenger Pro League.

## Interlandcarrière
Michiwaki won in 2023 met Japan –17 de Asian Cup onder 23 in Thailand. Michiwaki scoorde op dat toernooi vier keer, enkel zijn landgenoot Gaku Nawata deed beter.